# لشکر ۲۹ (بریتانیا)
لشکر ۲۹ (انگلیسی: 29th Division) لشکر پیاده‌نظام نیروی زمینی بریتانیا بود، که در سال ۱۹۱۵ تأسیس شد و در سال ۱۹۱۹ منحل گردید.
لشکر ۲۹، معروف به لشکر بی‌نظیر، یک لشکر پیاده‌نظام ارتش بریتانیا بود که در اوایل سال ۱۹۱۵ با ترکیب واحدهای مختلف ارتش منظم که به عنوان پادگان در اطراف امپراتوری بریتانیا فعالیت می‌کردند، تشکیل شد. این لشکر تحت فرماندهی سرلشکر آیلمر هانتر-وستون، در طول نبرد گالیپولی، از جمله فرود اولیه در کیپ هلس، جنگید. از سال ۱۹۱۶ تا پایان جنگ، این لشکر در جبهه غربی در بلژیک و فرانسه جنگید.
طبق تاریخچه منتشر شده لشکر، کل تلفات لشکر ۲۹ چیزی حدود ۹۴۰۰۰ نفر بود. گالیپولی به تنهایی ۳۴۰۰۰ نفر تلفات داشت. این تلفات اگر نگوییم یک رکورد، در میان بالاترین مجموع تلفات در هر لشکری به‌شمار می‌آید. تعداد صلیب‌های ویکتوریا که توسط اعضای این لشکر کسب شد ۲۷ (۱۲ در گالیپولی) بود، که این نیز یک رکورد محسوب می‌شود. یک هرم سنگی یادبود بزرگ پورتلند، که در سال ۱۹۲۱ برای یادبود بازدید لشکر توسط شاه جورج پنجم قبل از اعزام به گالیپولی ساخته شد، در میدانی در جاده ای۴۵ درست در شمال استرتون-آن-دانستمور، وارویکشایر واقع شده است. یادبودی برای لشکر ۲۹ در نیوفاندلند بومونت-هامل قرار دارد. سپهبد بووار دو لیل، فرمانده زمان جنگ لشکر ۲۹ بریتانیا، صبح روز افتتاح رسمی این مکان در ۷ ژوئن ۱۹۲۵ از این بنای یادبود رونمایی کرد.